# Mandeni
Mandeni es un municipio local sudafricano situado en el distrito de iLembe, en la provincia de KwaZulu-Natal.

## Superficie
Mandeni tiene una superficie de 554,8 km².

## Demografía
En 2022, tenía 180 939 habitantes, una densidad poblacional de 326,1 hab./km², y 40 436 viviendas.